# Nord-Aviation N262
Le Nord N262 est un avion de transport biturbopropulsé court et moyen-courrier français, développé au début des années 1960 à partir du Max-Holste MH.250 Super Broussard. Il est également utilisé comme avion militaire (transport, formation des équipages, surveillance maritime), notamment dans la Marine nationale française, qui le retira finalement du service le 25 février 2009. 
Dans l'Aviation navale, le N262E est désigné par la lettre « Y ».

## Conception

### Max-Holste MH.250 Super Broussard
Successeur logique du MH-1521 Broussard, le MH.250 se veut un bimoteur polyvalent capable de transporter 14 à 17 passagers sur 2 000 km à 250 km/h de moyenne dans des régions disposant d’infrastructures sommaires. Issu d’un programme officiel de 1957, le prototype fait l’objet d’un marché d’État le 5 août 1958, alors que la construction du prototype est déjà lancée à Reims.
Tracté par deux moteurs en étoile Pratt & Whitney R-1340-S3H1-G de 600 ch, le prototype (MH-250-001 F-WJDA) effectue son premier vol le 20 mai 1959 à Reims, piloté par André Moynet assisté de Max Holste et de l’ingénieur d’essais Jouannet. Présenté le mois suivant au Salon du Bourget, il retourne en atelier après avoir totalisé 100 heures de vol, et reprend l’air après un chantier de modifications le 20 septembre 1959. Entré au CEV le 15 février 1960, il sert à des essais divers avant que l'on perde sa trace.

### Max-Holste MH.260 Super Broussard
Dès 1958 plusieurs opérateurs manifestent leur intérêt pour le MH.250 qui, potentiellement, se présente comme un successeur intéressant pour le DC-3, mais le bimoteur a besoin d’être allégé. Max Holste préfère donc l’abandonner au profit d’une version turbopropulsée, trois turbines à hélices étant envisagées : Turboméca Bastan (MH.260), Armstrong-Siddeley P182 (MH.270) ou Lycoming T53 (MH.280). Mais Max Holste ne peut espérer un soutien des services officiels français que s’il opte pour le Bastan et les deux autres versions ne sont jamais développées. De plus la Société des Avions Max Holste ne dispose pas des moyens industriels lui permettant d’envisager seule la production de série. Le 5 octobre 1959 est donc signé un premier accord industriel avec Nord-Aviation. 
Le prototype (MH.260-01 F-WJDV) effectue son premier vol à Reims le 29 juillet 1960 avec des Turboméca Bastan IIIA de 930 ch, alors qu’est finalisée la convention entre la Société des Avions Max Holste et Nord-Aviation. Cette dernière prend en charge les essais en vol jusqu’à certification, la production et la commercialisation de l’appareil.
Après une première série d’essais en vol (150 heures), le prototype rentre en atelier pour recevoir des Bastan IV de 1 000 ch. Les essais en vol reprennent en octobre et début décembre l’appareil entre à nouveau en atelier pour recevoir ses aménagements définitifs. Durant ce nouveau chantier il devient Nord-Aviation N260 et termine sa carrière au CEV comme banc d’essais des moteurs du Nord 262.

### Nord-Aviation N260
Une présérie de 10 appareils à moteurs Bastan IV de 1 000 ch est réalisée, mais 9 appareils seulement sont achevés, le dernier étant utilisé comme stock de pièces détachées pour les autres machines et le prototype. Ces appareils, qui souffrent du manque de pressurisation, du faible potentiel des premières versions du Bastan et d’une certaine sous-motorisation, obtiennent laborieusement leur certificat de navigabilité en novembre 1962, un mois à peine avant le premier vol du N262 pressurisé. Ils sont utilisés par la compagnie Air Inter, le CEV et la compagnie norvégienne Widerøe.

### Nord-Aviation N261
Répondant à un programme dit d’avion de coopération, cette version militaire doit assurer des missions d’observation, d’appui-feu, de transport, de largage de parachutistes ou de transport sanitaire. Équipé de Bastan V de 1 100 ch, cet appareil ne voit pas le jour en raison de l’évolution du conflit algérien.

### Nord-Aviation N262
En mai 1961 sont publiées de nouvelles normes aéronautiques en France (AIR 2051) comme aux États-Unis (CAR 4 B). Parallèlement Nord-Aviation a conscience qu’il faut améliorer la rentabilité de l’appareil, tout en passant à la pressurisation, devenue indispensable pour un avion commercial au début des années 1960. C’est ainsi que le fuselage est entièrement redessiné, adoptant une section circulaire mieux adaptée à la pressurisation. Construit à Châtillon-sous-Bagneux et assemblé à Melun-Villaroche, le prototype (N262-01 F-WKVR) prend l’air le 24 décembre 1962, piloté par Armand Jacquet, assisté de Jean Pierron et Jean Boutes. Cet appareil, motorisé avec deux Bastan IVB à réducteurs de 1 080 ch entraînant deux hélices tripales Ratier-Figeac de 3,2 m de diamètre, est présenté à la presse le 8 février 1963 puis quelques mois plus tard au Salon du Bourget avec le premier des trois avions de présérie (N262 no 1 F-WLKA), qui doit recevoir des Bastan VI de 1 000 ch, mais ne prend l’air que le 8 avril 1964. Ce dernier se distingue par la réapparition d’une arête de dérive, supprimée sur le [F-WKVR] (elle sera installée durant les essais) et un aménagement commercial définitif : 2 pilotes et une cabine pour 26 à 29 passagers. La certification est obtenue le 16 juillet 1964.
Les réservoirs ont une capacité de carburant de 2 000 litres donnant un rayon d'action de 1 200 km compte tenu d'un dégagement de 160 km et de réserves en accord avec la réglementation civile FAA de l'époque. Des réservoirs supplémentaires peuvent être installés, portant la capacité de carburant utilisable à 2 570 litres et le rayon d'action à 1 625 km, dans les mêmes conditions de réserve et de dégagement. Le roulement au décollage avec une masse maximale de 10,4 t est de 670 m et sa distance d'atterrissage des 50 pieds à l'arrêt complet est de 625 m.
La production est lancée dès mai 1961, répartie entre les usines Nord-Aviation de Bourges (fuselage avant et central), Méaulte (plan central et externes), Les Mureaux (bâtis et capots-moteurs) et de la Société des Avions Max Holste à Reims (fuselage arrière, empennages, volets, ailerons et carénage de train). L’assemblage final est assuré par l’usine de Bourges. Les réactions de l’industrie à la présentation de l’avion au Bourget en 1963 sont très favorables et le second appareil de présérie (N262 no 2 F-WLKQ) effectue une tournée de présentations pour les besoins de laquelle on remplaça le réservoir central d’aile par un réservoir supplémentaire en cabine. Une disposition propre à refroidir les ardeurs de clients potentiels, d’autant que l’aménagement de cabine est pour le moins sobre. Le carnet de commandes n'est donc pas à la hauteur des espoirs du constructeur. En 1970, Sud-Aviation et Nord-Aviation fusionnent pour former l'Aérospatiale, qui poursuit la production du Nord 262, rebaptisé Frégate. Cent dix appareils sont construits jusqu’en 1976, y compris trois appareils de présérie. Cette production modeste du N262 permit à l'avionneur de participer au marché des avions de transport régionaux, et de préparer sur cette base les futurs ATR 42 et ATR 72.

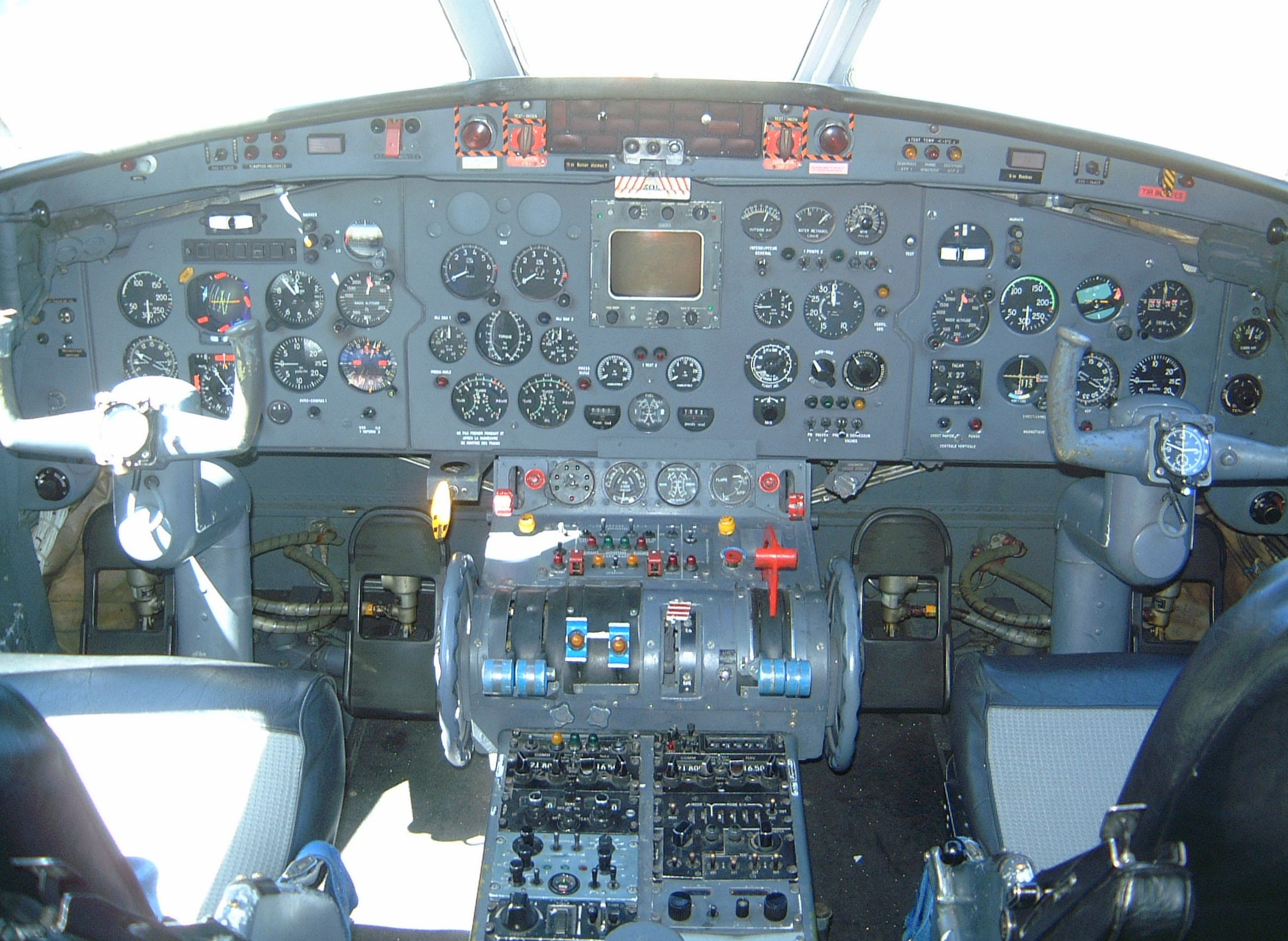
Le cockpit du N262E.

La SNIAS envisage sérieusement à la fin des années 1970 de relancer la production du Frégate pour les besoins de l’Armée de l'air et de la Marine nationale (liaisons, entraînement et surveillance maritime) mais le projet Nord 262 A-II est rejeté par le gouvernement français au profit de l’Embraer EMB-121 Xingu, plus économique à l'achat comme à l'entretien.

## Les versions
- Nord 262A : première version de série, équipée de Bastan VIC de 1 080 ch. Outre les exploitants civils, comme Japan Domestic, Cimber Air ou Tunis Air, ce modèle a été acheté par le SFACT pour la formation des équipages de transport, l'Aéronautique navale française et l’Armée de l'air.

- Nord 262B : quatre appareils destinés à Air Inter, toujours équipés de Bastan VIC. Air Inter a reçu son premier appareil le 24 juillet 1964

- Nord 262D Frégate : nouvelle version équipée de Bastan VIIC de 1 145 ch et une envergure accrue. Destiné au marché civil, cet appareil n’a trouvé que des débouchés militaires (Gabon, Kenya, Congo…). Un exemplaire a également été acheté par la Marine nationale et plusieurs ont été utilisés par le SFACT.

- Nord 262AEN Frégate : version du précédent destinée à la formation des navigateurs et officiers systèmes d’arme de l’Armée de l'air.

- Mohawk 298 : au milieu des années 1970 Mohawk Air Services (en), filiale du groupe de troisième niveau américain Allegheny Airlines, entreprit de faire moderniser sa flotte de N-262A : Montage de turbopropulseurs Pratt & Whitney Canada PT6A-45 (ayant un cout d’entretien nettement moins élevé que le Bastan) entrainant des hélices 5 pales Hartzell, nouvelle avionique, système d’air conditionné Hamilton Standard, etc. Ces modifications permettaient au bimoteur français de répondre à la certification FAR Part 298, d’où la désignation de cette conversion qui fut sous-traitée sur le plan industriel par Mohawk à Frakes Aviation. Le premier Mohawk 298 prit l'air le 7 janvier 1975, le neuvième et dernier sortit d’usine en 1978.

- Aérospatiale N262E Frégate : douze ex-Nord 262A de l'Aéronautique Navale ont été transformés en Nord 262E, pour assurer des missions de surveillance maritime et l'entraînement des jeunes pilotes et mécaniciens de bord.

## Utilisateurs militaires

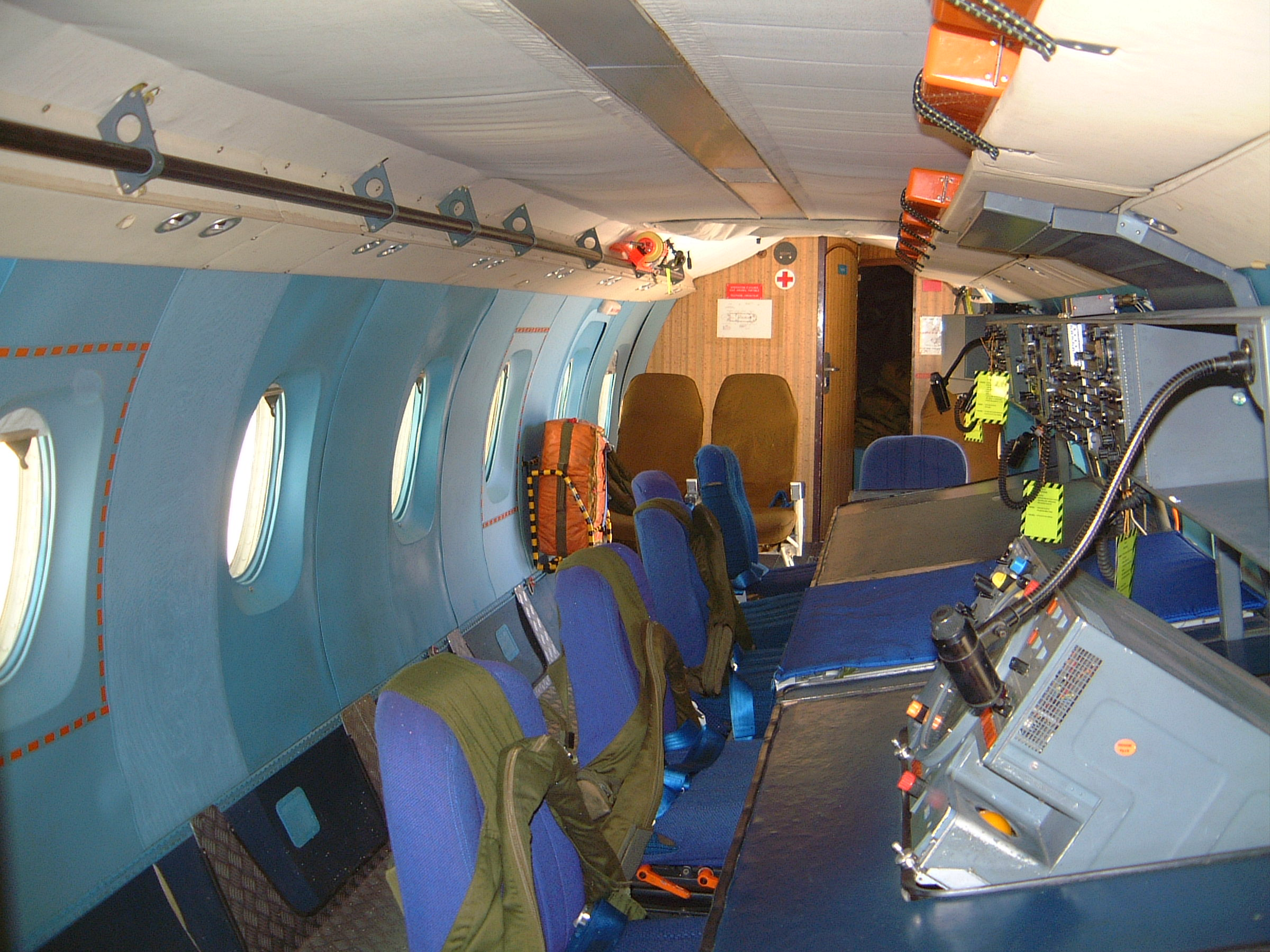
La tranche arrière du N262E.

- Angola : 4 N262A ont été achetés à la compagnie aérienne Air Algérie en 1986.
- Burkina Faso : l’escadrille de Transport, basée à Ouagadougou, a reçu 2 N262C en 1974.
- République démocratique du Congo : 1 N262C en service en 1986.
- France :
  - L'Armée de l'air a utilisé jusqu’en 2004 ses Nord 262 au sein des Escadrilles de liaison aérienne (ELA), devenues par la suite Escadron de transport et d’entrainement (ETE) 041 (sur la base aérienne 128 Metz-Frescaty), 042 (sur la base aérienne 118 Mont-de-Marsan), 043 (sur la base aérienne 106 Bordeaux-Mérignac) et 044 (sur la base aérienne 114 Aix-Les-Milles puis la base aérienne 701 Salon-de-Provence à partir de 2000) et l’Escadron de transport 1/65 Vendôme du GAEL (sur la base aérienne 107 Vélizy-Villacoublay). Les derniers appareils ont été réformés le 1er juillet 2004.
  - L'aéronautique navale a acquis 15 Nord 262A, un 262C et 4 machines de seconde main à partir de 1967. Ils ont équipé les unités suivantes : Escadrille 2S (BAN Lann Bihoué) et 3S (BAN Hyères-Le Palyvestre) pour le transport, 10S (dissoute le 1er août 1973) en soutien du centre d'essais de Saint-Raphaël, 11S (Le Bourget) pour le transport d’état-major, 55S (BAN Aspretto) pour l’entrainement des pilotes de Breguet Atlantic, 56S (BAN Nîmes-Garons) pour l’entrainement des mécaniciens-navigants et navigateurs et les flottilles 24F et 28F. Cette dernière unité, réactivée à la BAN Hyères-Le Palyvestre le 31 mars 2000 par dissolution de la 3S, a regroupé les derniers appareils de ce type utilisés par la Marine nationale.

Ne sont alors restés en service que des Nord 262E. Cette version comprend des équipements opérationnels tels radar, table de navigation, émetteur-récepteur HF/BLU permettant une participation active aux missions opérationnelles de l'Aéronautique Navale telles la surveillance maritime et les concours aux bâtiments de la Marine nationale.
Affectée à la BAN Nîmes-Garons, la flottille 28F (surveillance maritime, entraînement du personnel navigants et mûrissement des jeunes pilotes) a possédé 12 Nord 262E. L'EPV de Nîmes-Garons a utilisé des 262E de la 28F pour la formation des mécaniciens de bord (MECBO), des radaristes navigateur aérien (DENAE), des électroniciens de bord (ELBOR) et des officiers tactique aéronautique (TACAE). Ces appareils ont également participé à la surveillance du champ de tir du centre d'essais de la Méditerranée. Ils ont aussi été utilisés pour les missions de liaison et pour la calibration des radars des bâtiments de la Marine nationale, en jouant le rôle de plastron. 
En cas de besoin, ils pouvaient également assurer des missions de transport de personnel ou de matériel ; cette polyvalence a été vérifiée lors des évènements qui ont touché cruellement le pays en début d'année 2000 : le naufrage du pétrolier Erika et les grandes intempéries.
La plupart des N262E de la Marine nationale arrivant en fin de vie, l'aéronautique navale a décidé de les retirer progressivement du service actif. Le remplaçant du N262E reste mystérieux au sein même de la flottille 28F. Certaines rumeurs parlent de l'ATR 42, d'autres du Q400, mais la Marine nationale reste silencieuse sur le choix officiel du successeur, d'autant que le projet d'avion de surveillance et d'intervention maritime (AVSIMAR), espéré pour 2014, n'a pas été inscrit à la Loi de programmation militaire 2009-2014. Le dernier N262E a été retiré du service actif le 25 février 2009.
- Gabon : 3 N262C étaient en service en 1986.

## Divers

Le Nord-Aviation N262E no 51 de la flottille 28F, basée à Nîmes-Garons, peint aux couleurs du Tiger Meet 2008.

Les N262E de la flottille 28F arborent une bande bleue sur les flancs pour rappeler la participation de la 28F à la bataille de Điện Biên Phủ
Le N262E no 51 participe au Tiger Meet 2008.

## Accidents et incidents
Ici ne seront listés que les accidents et incidents mortels.
| Date             | Lieu                                    | Type       | Numéro de série Immatriculation | Opérateur                                | Commentaires                                                                                       | Nombre de victimes                        |
| ---------------- | --------------------------------------- | ---------- | ------------------------------- | ---------------------------------------- | -------------------------------------------------------------------------------------------------- | ----------------------------------------- |
| 31 décembre 1970 | Mer Méditerranée (à 90 km de l'Algérie) | N262E      | 2 (F-BNGB)                      | Rousseau Aviation                        | S'écrase après un appel de détresse du pilote. Il transportait l'équipe de football d'Air liquide. | 30 morts                                  |
| 21 janvier 1971  | Mézilhac                                | N262A-34   | 44 (44/F-RBOA)                  | Armée de l'air française                 | Percute la montagne par un temps de blizzard.                                                      | 21 morts                                  |
| 5 décembre 1971  | Aéroport de Lannion                     | N262A-25   | 27 (F-BNMO)                     | Rousseau Aviation                        | Percute un pin qui va lui sectionner l'aile. Continue à voler sur presque 2 km avant de s'écraser. | 2 morts et 1 blessé                       |
| 9 avril 1977     | Reading                                 | N262A-27   | 47 (N7886A)                     | Altair Airlines                          | Percute un Cessna 195 en l'air.                                                                    | 4 morts (dont le pilote du Cessna)        |
| 24 janvier 1979  | Béchar                                  | N262A-44   | 19 (7T-VSU)                     | Air Algérie                              | Entame sa descente beaucoup trop tôt.                                                              | 14 morts et 9 survivants                  |
| 12 février 1979  | Clarksburg                              | Mohawk 298 | 48 (N29824)                     | Allegheny Airlines                       | S'écrase juste après son décollage à cause de la présence de neige sur les ailes.                  | 2 morts et 23 survivants                  |
| 10 mars 1979     | Los Angeles                             | N262A-33   | 41 (N418SA)                     | Swift Aire Lines                         | Perte du moteur gauche, l'appareil tente un amerrissage.                                           | 3 morts et 4 survivants                   |
| 27 janvier 1990  | Kinkala                                 | N262C-66   | 103 (TN-230)                    | Armée de l'air de la République du Congo | S'écrase dans l'eau.                                                                               | 28 morts                                  |
| 27 janvier 1993  | Kinshasa                                | N262A-44   | 11 (9Q-CJK)                     | Trans Service Airlift                    | Appareil surchargé, ne parvient pas à décoller.                                                    | 3 morts et 18 survivants + 6 morts au sol |

## Dans la culture populaire
L'appareil est visible dans les films suivants :
- 1980 : La légion saute sur Kolwezi
- 1999 : Helicops, épisode 5, saison 2.

### Aéronefs comparables
- Fokker F27
- ATR 42
- Let L-410 Turbolet

### Sources
- Notice de maintenance courante du N262E : JCE AN 106-10
- Manuel de maintenance du N262E : GCE AN 106
- Expériences personnelles de la flottille 28F
- Claude Carlier et Gaëtan Sciacco, La passion de la conquête d'Aérospatiale à EADS : 1970-2000, Paris, éditions du Chêne, 20 juin 2001, 303 p. (ISBN 978-2842773472).
- Cours internes à la Marine nationale : SIT N262E et SIT Bastan